# Mariusz Gorczyński

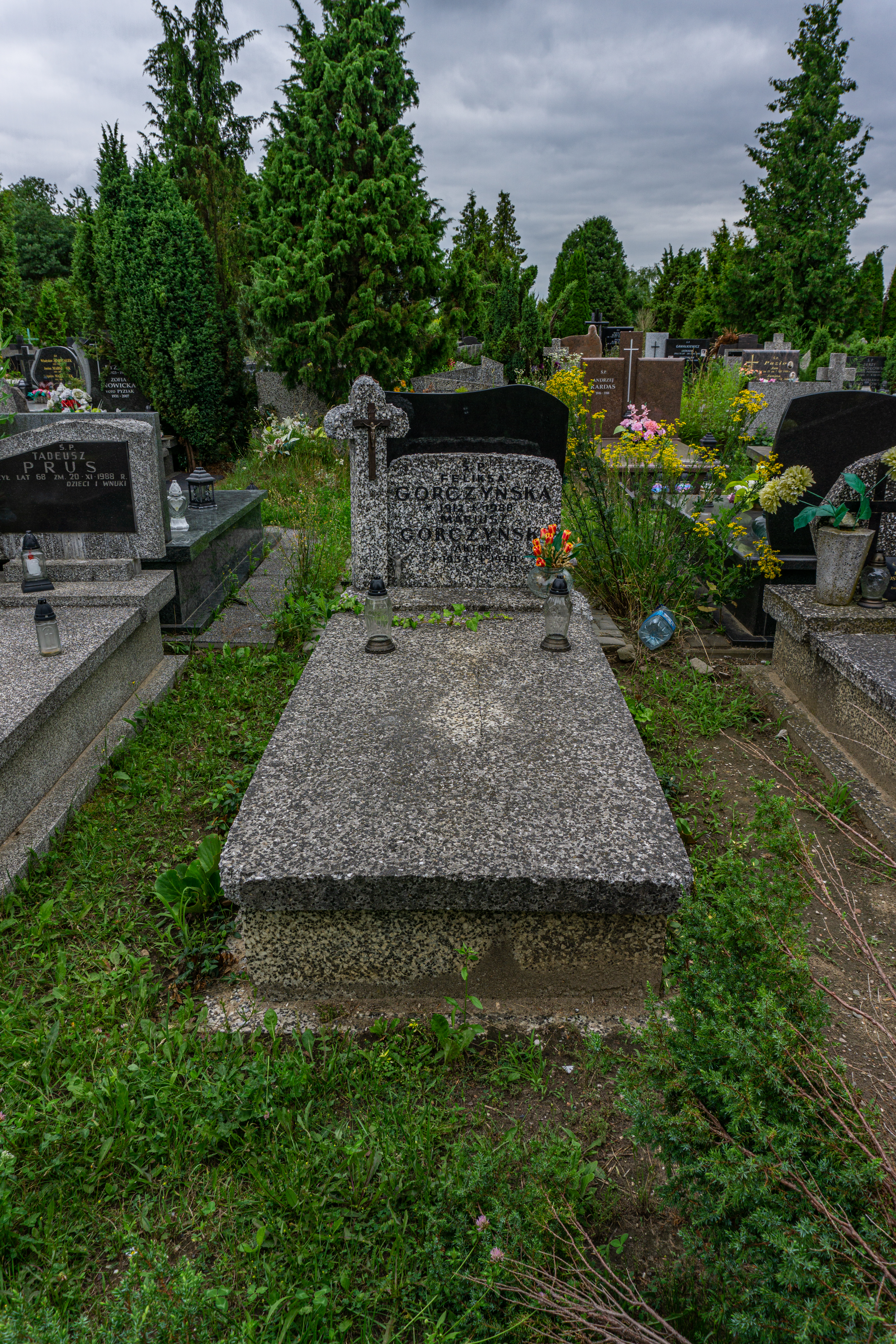
Grób Mariusza Gorczyńskiego na cmentarzu komunalnym Północnym w Warszawie

Mariusz Gorczyński, właśc. Marian Gorczyński (ur. 25 marca 1933 w Warszawie, zm. 15 grudnia 1990 tamże) – polski aktor. Wystąpił w niemal 90 produkcjach ekranowych; filmach, serialach, spektaklach Teatru Telewizji, telewizyjnych programach rozrywkowych, etiudach szkolnych.

## Życiorys
Jego rodzicami byli Kazimierz Gorczyński i Felicja Gorczyńska z domu Fiet, a jego krewną była aktorka Maria Gorczyńska. W czasie II wojny światowej przebywał z ojcem na robotach przymusowych w Niemczech. Po powrocie do Polski w 1945 roku zamieszkał w Legnicy. W 1950 roku mieszkał w Warszawie, gdzie uczył się w technikum mechanicznym. Po roku wyjechał do Bydgoszczy, gdzie do 1953 roku uczęszczał do Państwowej Szkoły Instruktorów Teatrów Ochotniczych. W 1958 roku ukończył łódzką Państwową Wyższą Szkołę Teatralną.
Zaraz po ukończeniu studiów został zaangażowany do utworzonego w Łodzi Teatru 7.15 i występował w nim do 1962 roku, a następnie związał się z kabaretem Lidii Wysockiej Wagabunda. Od 1965 roku przez dwa lata był aktorem Teatru Klasycznego, gdzie odgrywał przede wszystkim role epizodyczne. W latach 1966–1969 grał u boku Mieczysławy Ćwiklińskiej w przedstawieniu „Drzewa umierają stojąc” podczas objazdu po Polsce w ramach przedsiębiorstwa państwowego Artos. W tym czasie współpracował z Zespołem Estradowym Wojsk Lotniczych „Eskadra”, później reżyserował programy estradowe dla Stołecznej Estrady. W 1974 roku został aktorem Teatru Syrena, w którym pracował do 1988 roku, kiedy usunięto go z powodu choroby alkoholowej.
Zmarł 15 grudnia 1990 roku i pochowany na komunalnym cmentarzu Północnym w Warszawie.

## Filmografia
- 1956: Koniec nocy – Rysiek Bednarek
- 1957: Król Maciuś I – wyrostek w stolicy; ludożerca (dwie role)
- 1957: Prawdziwy koniec wielkiej wojny – gość na przyjęciu
- 1959: Awantura o Basię – aktor Sokołowski grający królika
- 1959: Inspekcja pana Anatola – bikiniarz
- 1961: Komedianty – aktor
- 1962: Na białym szlaku – żołnierz niemiecki
- 1965: Podziemny front – oficer SS (odcinki 5 i 6)
- 1966: Kochajmy syrenki – Marian Anto, konferansjer i piosenkarz zespołu „Jeździmy z humorkiem”
- 1967: Poczmistrz – porucznik Iwan Osipowicz Riabin
- 1967: Westerplatte – szeregowiec Dominiak rzucający granat
- 1970: Przygody psa Cywila – strażnik przewożący więźniów (odcinek 5)
- 1970: Zapalniczka – Władek, „ślusarz” włamujący się do mieszkania Krawczyka
- 1975: Opadły liście z drzew – „Szczupak”
- 1976–1987: 07 zgłoś się – różne role: kieszonkowiec Edward Gabor (odc. 2), były kieszonkowiec Edward Gabor, szef nielegalnego kasyna Stolarskiego (odc. 13), złodziej Soroka (odc. 15), menel na bazarze (odc. 20), kelner w „Victorii” (odc. 21) oraz dubbing w odc. 1, 11, 13, 14, 16, 19, 20, 21
- 1976: Motylem jestem, czyli romans 40-latka – Zawilec, impresario Orskiej
- 1977: Polskie drogi – Scharfuhrer Emil Michanek (odcinek 11)
- 1978: Co mi zrobisz, jak mnie złapiesz – Wisiorny, właściciel „kabrioleta”
- 1979: Dyrygent – skrzypek z Warszawy
- 1979: Przyjaciele – sierżant, szef kompanii (odcinek 3)
- 1980: Ciosy – barman w retrospekcji
- 1980: Dom – pijany mężczyzna w lokalu (odcinek 4)
- 1980: Polonia Restituta – rozbrajany oficer niemiecki; japoński delegat na Kongresie Wersalskim (2 role)
- 1980: Zamach stanu
- 1981: Najdłuższa wojna nowoczesnej Europy – policjant aresztujący Stefańskiego
- 1982: Polonia Restituta – rozbrajany oficer niemiecki (odcinek 5); japoński delegat na Kongresie Wersalskim (odcinki 5-7)
- 1982: Wielki Szu – kelner w „Victorii”
- 1983: Alternatywy 4 – kolega Anioła chcący pracować w Pewexie
- 1983: Fachowiec – agent policji
- 1983: Katastrofa w Gibraltarze – pułkownik Gralewski-Pankowski, kurier z Polski na Gibraltarze
- 1983: Szaleństwa panny Ewy – mężczyzna tańczący na statku (odcinek 3)
- 1983: Wedle wyroków twoich... – przewodnik wyprowadzający Rachelę z Getta
- 1984: Pan na Żuławach – aptekarz (odcinek 3), urzędnik (odcinek 7)
- 1984: Szaleństwa panny Ewy – mężczyzna tańczący na statku
- 1985: Rośliny trujące – szatniarz w lokalu
- 1985: Temida – posterunkowy na dworcu Warszawa-Wschodnia
- 1986: Dwie wigilie – barman
- 1986: Kryptonim „Turyści” – wywiadowca amerykański
- 1986: Tulipan – stróż wpuszczający ciągnik z węglem (odcinek 6)
- 1986: Wcześnie urodzony – barman
- 1986: Zmiennicy – pijaczek (odcinek 3, 6 i 14)
- 1987: Anioł w szafie – pijaczek
- 1987: Co to konia obchodzi? – pijaczek
- 1987: Rzeka kłamstwa – widz w kinie (odcinek 7)
- 1987: Śmieciarz – Niemiec oblewający zwycięstwo hitlerowców nad Grecją
- 1987: Ballada o Januszku – milicjant
- 1988: Crimen – Rachmet, sługa Bełzeckiego (odcinek 2 i 5)
- 1988: Generał Berling – konduktor radziecki
- 1988: Obywatel Piszczyk – handlarz walutą w pociągu
- 1988: Pięć minut przed gwizdkiem – pijaczek
- 1988: Rodzina Kanderów – urzędnik ministerstwa wręczający Sekule materiały propagandowe (odcinek 5)
- 1989: Goryl, czyli ostatnie zadanie... – wprowadzający Szefa do KC
- 1989: Gorzka miłość – mechanik
- 1989: Gorzka miłość – mechanik (odcinek 4)
- 1989: Janka – członek trupy teatralnej „Bucarro” (odcinek 6)
- 1989: Nocny gość – Uchol
- 1990: Kapitan Conrad
- 1990: Mów mi Rockefeller – kierownik sklepu
- 1991: Pogranicze w ogniu – kelner w kawiarni „Edelweis” (odcinek 22)